# Ida Lindtveit Røse
Ida Lindtveit Røse (née le 3 décembre 1992) est une femme politique norvégienne du Parti populaire chrétien. 
Le 26 mai 2020, elle a été nommée en tant que ministre de l'enfance et des affaires familiales du gouvernement Solberg en remplacement de Kjell Ingolf Ropstad, autorisé à prendre un congé parental du 1er juin au 21 août 2020,. Elle est devenue alors la plus jeune ministre de l'histoire de la Norvège. 